# Lecture automatisée de plaques d'immatriculation
 (juin 2018).
Si vous disposez d'ouvrages ou d'articles de référence ou si vous connaissez des sites web de qualité traitant du thème abordé ici, merci de compléter l'article en donnant les références utiles à sa vérifiabilité et en les liant à la section « Notes et références ».

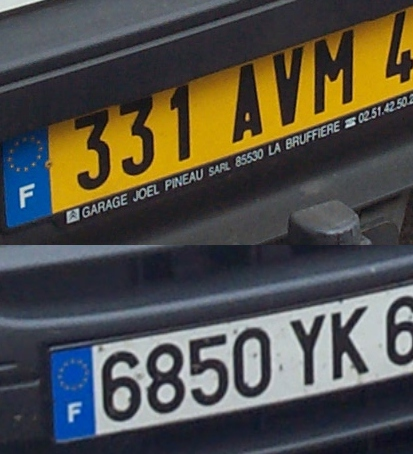
Le système doit pouvoir traiter des plaques minéralogiques de différents types.

La lecture automatisée de plaques d’immatriculation (LAPI), lecture automatique de plaques minéralogiques ou système de reconnaissance des plaques d’immatriculation (SRPI), est une technologie destinée à identifier les plaques d'immatriculation de véhicules au moyen de la reconnaissance optique de caractères. 
En 2005, des systèmes peuvent lire environ une plaque minéralogique par seconde sur des voitures roulant jusqu'à 160 km/h. Ils peuvent utiliser un circuit vidéo fermé existant ou des caméras chargées de faire appliquer la loi, en anglais : road-rule enforcement cameras, ou encore des équipements spécifiques à la mission. Ils sont installés par diverses forces de police et sont également mis en place dans le cadre du paiement électronique sur des routes à péage.
La lecture automatique de plaques minéralogiques peut être utilisée aussi bien pour ficher les images capturées par les caméras que le texte de la plaque d'immatriculation, avec la possibilité de stocker une photographie du conducteur. Ces systèmes recourent largement au rayonnement infrarouge pour permettre à la caméra de photographier à toute heure du jour. Ils tendent aussi à être nationaux, à cause des différences de plaques entre les pays.
La partie logicielle du système tourne sur un matériel PC standard et peut être liée à d'autres applications ou bases de données. Elle commence par utiliser une série de techniques de manipulation d'image pour détecter, normaliser et agrandir l'image de la plaque d'immatriculation, et enfin la reconnaissance optique de caractères pour extraire les caractères alphanumériques de la plaque. Typiquement, des PC sont rassemblés en batterie dans une ferme de serveurs (en anglais : server farm) pour traiter les grandes charges de travail, comme celle du projet du péage urbain de Londres. 
Des médias ont rapporté des cas de mauvaise identification, et de forts taux d'erreur ont suscité des inquiétudes sur le respect de la vie privée. Les techniques s'étant améliorées, les systèmes sont devenus beaucoup plus précis et fiables.

## Technique

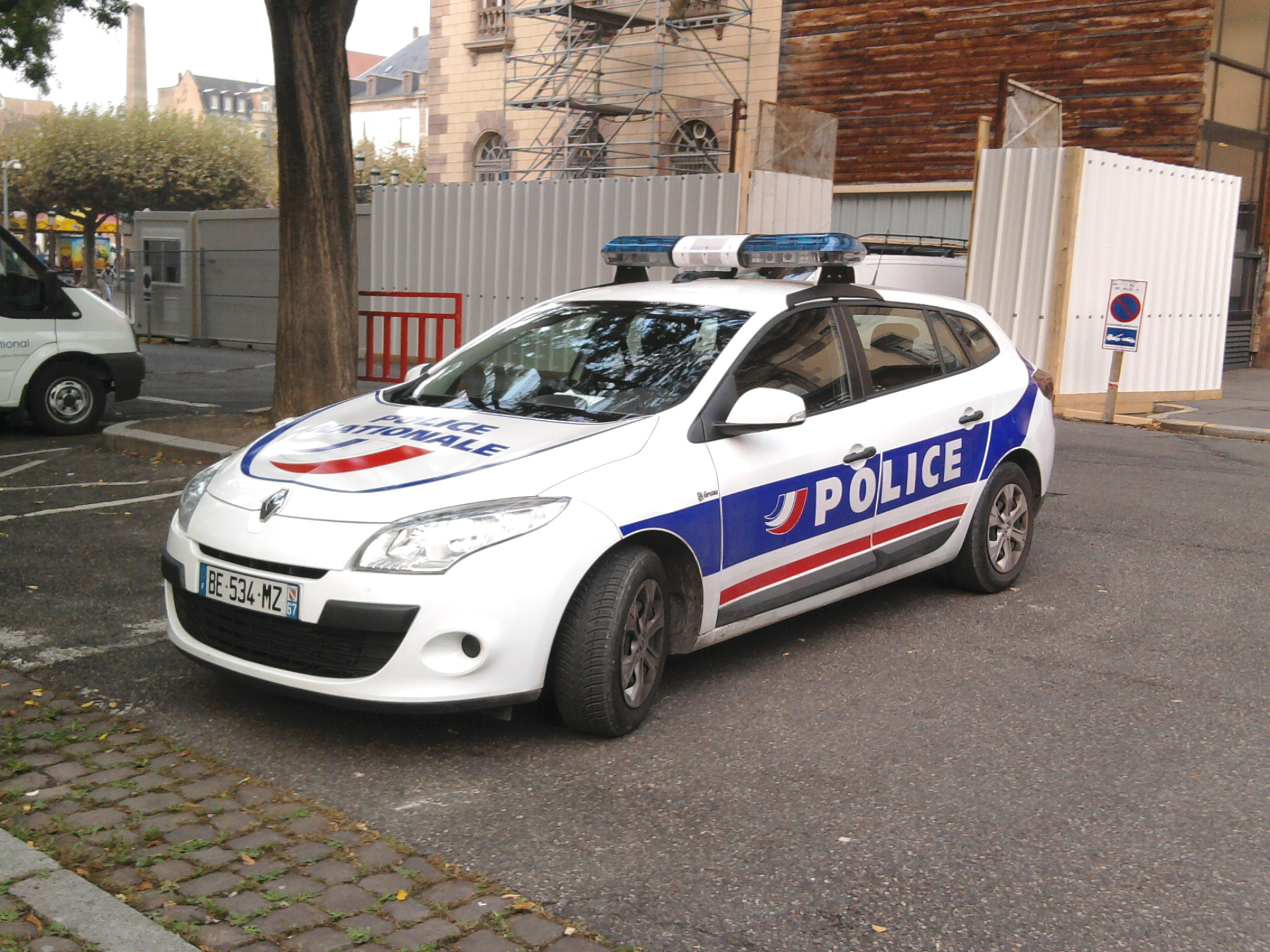
Renault de la police nationale équipée LAPI

La lecture automatique de plaques minéralogiques utilise la reconnaissance optique de caractères (OCR) sur des images prises par des caméras. Quand les plaques d'immatriculation néerlandaises ont été modifiées en 2002, un des changements concernant la police de caractères, dans lesquelles de petits espaces ont été introduits dans certaines lettres (comme le P et le R) pour les rendre plus distinctes, et donc plus lisibles par de tels systèmes. Certaines plaques d'immatriculation varient dans la taille des caractères et leur position. Les systèmes de lecture automatique de plaques minéralogiques doivent savoir traiter ces différences pour être vraiment efficaces. Les systèmes les plus évolués savent gérer les variations entre pays, bien que beaucoup de programmes soient spécifiques à un pays.

### Algorithmes
Cinq algorithmes primaires doivent être réalisés pour que le logiciel puisse identifier une plaque d'immatriculation :
1. Localisation de la plaque : responsable de trouver et d'isoler la plaque sur l'image
2. Orientation et dimensionnement de la plaque : compensation de l'orientation de travers de la plaque et ajustement des dimensions à la taille nécessaire
3. Normalisation : ajustement de l'intensité et du contraste de l'image
4. Segmentation des caractères : localisation des caractères sur la plaque
5. Reconnaissance optique de caractères

La complexité de chacune des étapes du programme détermine la précision du système. Pendant la troisième phase (normalisation), certains systèmes utilisent des techniques de détection de contour pour augmenter le contraste entre les lettres et la couleur de fond de la plaque. Un filtre numérique peut aussi être utilisé pour réduire le « bruit » visuel de l'image.

### Prestataires
Plusieurs sociétés de services informatiques proposent des solutions de LAPI. Parmi elles, Vitronic, Alphanumeric Vision (LAPI-Engine), AFS2R (AGL), Vision Components (Carrida), SIRAC, exavision (I-CAR), TEB, Act Informatik, Til Technologies et Survision.

### Difficultés
Le logiciel doit être capable de gérer un grand nombre de difficultés possibles. Parmi ces difficultés :
- Une mauvaise résolution de l'image, souvent parce que la plaque est trop loin, mais parfois à cause de l'utilisation d'une caméra de mauvaise qualité.
- Des images floues, souvent à cause du mouvement, très fréquentes sur les installations mobiles
- Un mauvais éclairage et un faible contraste à cause d'une surexposition, d'un reflet, ou d'ombres
- Un objet obscurcissant (une partie de) la plaque, souvent une barre de remorquage, ou de la poussière sur la plaque
- Une police de caractère trop originale, chose fréquente sur les plaques fantaisie (certains pays interdisent de telles plaques, ce qui élimine le problème)
- La surchauffe des caméras
- Des techniques de fraude

Si certains de ces problèmes peuvent être résolus par un développement logiciel, la partie matérielle du système  doit apporter la plupart des solutions à ces difficultés. Augmenter la hauteur de la  caméra peut permettre d'éviter certains problèmes avec des objets (comme d'autres véhicules) obscurcissant la plaque, mais cela amène et augmente d'autres problèmes tels que l'ajustement rendu nécessaire par la lecture de biais de la plaque.
De nombreux pays ont adopté des plaques réfléchissantes. Elles renvoient la lumière vers sa source et augmente ainsi le contraste de l'image. Dans certains pays, les caractères sur la plaque ne sont pas réfléchissants, ce qui apporte un haut niveau de contraste avec le fond réfléchissant dans n'importe quelle condition d'éclairage. Une caméra qui fait usage de l'imagerie infrarouge (avec un filtre couleur normal sur l'objectif et une source de lumière infrarouge à proximité) bénéficie grandement de ce phénomène car les ondes infrarouges sont réfléchies par la plaque. Cela n'est possible qu'avec des caméras spécifiques à la lecture automatique de plaques minéralogiques. C'est pourquoi la plupart des caméras standards doivent être reliées à un logiciel plus puissant. De plus, quand une image en vraies couleurs est nécessaire en plus de la reconnaissance de la plaque, il est nécessaire de coupler une caméra infrarouge avec une caméra normale (couleur).
Pour éviter le flou, il vaut mieux régler la vitesse d'obturation d'une caméra spécifique au 1⁄1 000 de seconde. Parce que la voiture se déplace, des vitesses trop lentes peuvent donner une image trop floue pour pouvoir être traitée par le logiciel d'OCR, particulièrement si la caméra est beaucoup plus haute que le véhicule. Dans un trafic à faible vitesse, ou quand la caméra est à un niveau inférieur, la vitesse d'obturation n'a pas besoin d'être aussi rapide. Des vitesses de 1⁄500 peuvent permettre de traiter un trafic se déplaçant à 64 km/h et 1⁄250 jusqu'à 8 km/h. 
Certains systèmes à petite échelle s'autorisent des erreurs dans la lecture de la plaque. Quand on les utilise pour donner accès à une zone fermée par des barrières réservée à des véhicules spécifiques, la décision peut être prise de tolérer un niveau d'erreur acceptable dans la lecture des caractères. Cette position s'explique par la faiblesse de la probabilité de voir une voiture non autorisée se présenter avec une plaque qui pourrait être confondue. Pourtant, ce niveau d'imprécision ne serait pas acceptable dans la plupart des applications.

## Controverses

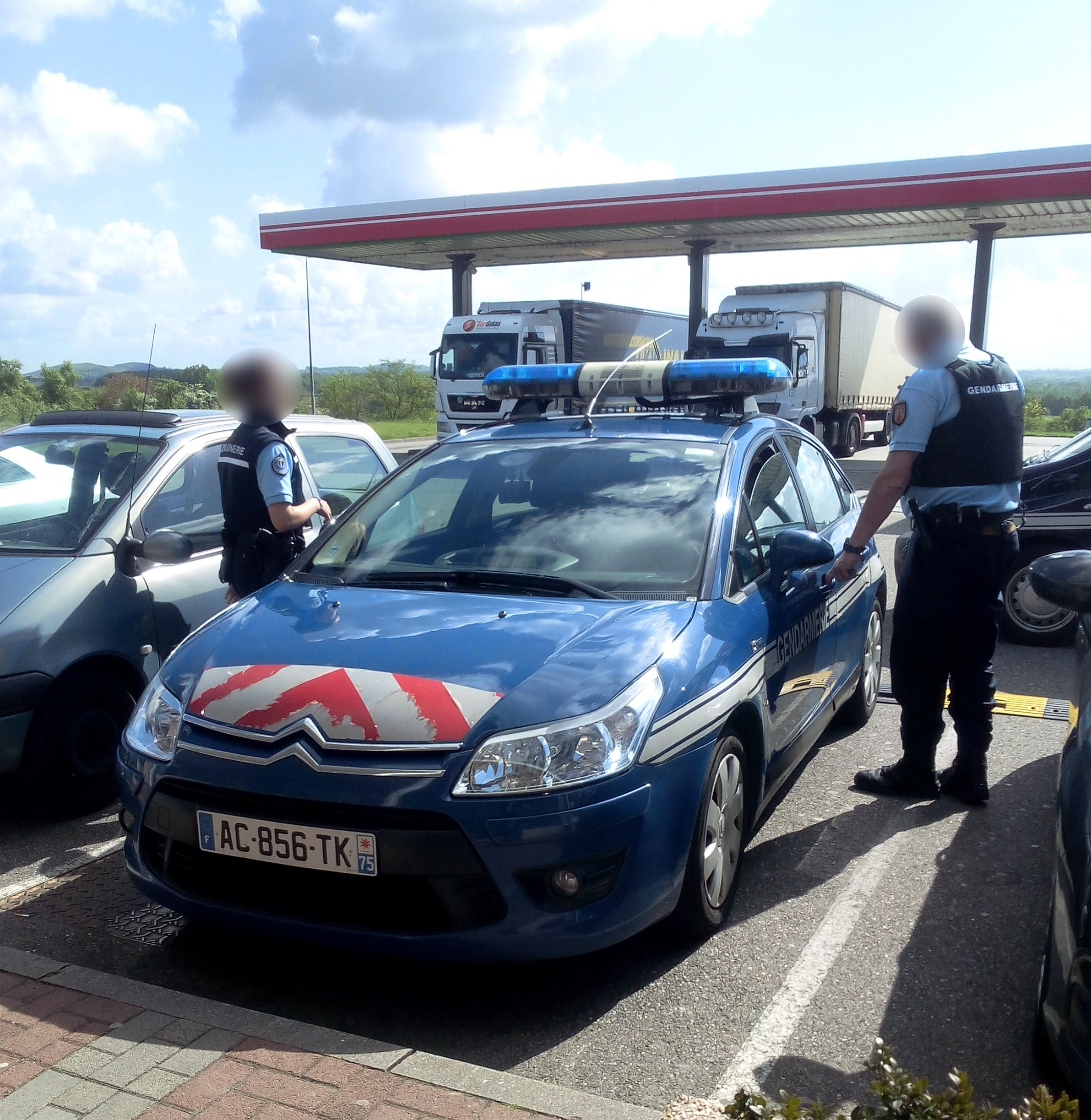
Véhicule de la gendarmerie nationale équipée du système "LAPI" de reconnaissance des plaques.

L'introduction de systèmes de lecture automatique de plaques minéralogiques suscite des craintes notamment d'erreurs d'identification et d'une surveillance du genre de 1984. Selon les pays, les numéros de plaque ne sont pas des informations « personnelles », ce qui semble être une faille juridique fortuite ou non.

### Aux États-Unis
Aux États-Unis, certains comme Gregg Easterbrook (en) s'opposent à ce qu'ils appellent des « machines qui distribuent les contraventions et les procès-verbaux », dénonçant l'engagement sur une planche glissante vers un système judiciaire automatisé : « Une machine décide qu'une personne est un délinquant, et vous ne pouvez pas la confronter à un accusateur, parce qu'il n'y a pas d'accusateur... Est-il sage d'établir le principe que si une machine dit que vous avez fait quelque chose d'illégal, vous êtes présumé coupable ? ». Des critiques similaires ont été exprimées dans d'autres pays[Lesquels ?]. Easterbrook ajoute aussi que cette technique est employée pour maximiser les recettes de l'État, plutôt que pour augmenter la sûreté. 
Le Washington Post rapportait qu'aucune réglementation n'encadrait l'usage de ces systèmes, utilisés, entre autres, dans la recherche de suspects.

### Au Royaume-Uni
De tels systèmes sont faillibles, et l’Evening Standard[réf. incomplète] s'est fait l'écho de critiques au sujet du péage urbain de Londres, notant que « les plaques mal lues apparaissaient les unes après les autres sur l'écran ; pour dix plaques lues, au moins quatre l'étaient mal. » Cela peut amener à réclamer de l'argent aux mauvaises personnes. Le propriétaire du véhicule doit alors payer 10 £ pour obtenir la preuve (ou pas) du délit.
Afin d'échapper à la surveillance ou aux amendes, il y a eu un développement très important du clonage de voiture en 2012 à Londres,,[Où ?][Quand ?]. Cette manœuvre est souvent réalisée en copiant les plaques minéralogiques d'une autre voiture d'un même modèle et du même âge. Il peut être difficile de déceler l'opération, tout particulièrement si les cloneurs changent souvent de plaque d'immatriculation et de parcours pour tromper les enquêteurs.

### Au Canada
Au Canada, des journalistes ont publié des articles au début de 2012 sur un système mis en place en 2006 par la GRC et la police de la Colombie-Britannique sans que ce système ne soit publiquement annoncé, ni approuvé par les autorités. Selon Kevin McArthur, un informaticien canadien qui milite activement pour les droits civils, « Le [LAPI] n'est pas conçu comme un outil pour améliorer la recherche des policiers en automobile, mais comme un outil de surveillance ». La police de Victoria en Colombie-Britannique participe activement au programme mais ne retient aucune information électronique recueillie par le système et semble en conserver seulement des traces sur papier.  
Selon le Privacy Impact Assessment (en français : « Évaluation des facteurs relatifs à la vie privée ») de la GRC, les numéros de plaque ne sont pas des informations « personnelles », « une hypothèse qui lui permet d'esquiver les lois sur la vie privée et de détourner les inquiétudes du public sur les programmes de surveillance ».  
Le programme servirait notamment à faciliter la recherche des véhicules volés. Il semble que son taux de succès soit dix fois moindre qu'un programme de Vancouver qui fait appel à des volontaires qui recueillent pendant les weekends des numéros de plaque à la main. Le LAPI a mené à plus de 7 000 accusations de conduite sans permis, à plus de 2 000 accusations de conduite sans assurance et à environ 1 200 accusations de conduite avec permis suspendu ou de conduite interdite. Une étude de 2011 publiée par le Journal of Experimental Criminology (en) semble démontrer que les programmes de LAPI n'ont aucune incidence sur le taux de criminalité.

### En France
En 2024 en France, de plus en plus de petites caméras LAPI sont installées le long des routes et sont parfois considérées comme des radars automatiques ; selon la préfecture, le but est la lutte contre « la délinquance en transit ».
Des interrogations concernent le stockage des informations qui pourraient être utilisées pour identifier des gens et stocker des détails sur leurs habitudes de conduite et leur vie quotidienne, ce qui contreviendrait aux diverses lois protégeant le respect de la vie privée. Une information personnelle est ainsi définie par la CNIL (Commission nationale informatique et libertés) : « Une donnée personnelle est toute information se rapportant à une personne physique identifiée ou identifiable ». 

## Autres applications
La lecture automatique de plaques minéralogiques peut également être utilisée pour :
- les passages de frontière ;
- les stations-service (enregistrement quand un client part sans payer) ;
- le contrôle d'accès des parkings ou routes privées: ouverture automatique, ou enregistrement de l'entrée (votre plaque est imprimée sur les tickets de parking de l'aéroport de Roissy-CDG et bien d'autres parkings - du groupe Vinci notamment - );
- un outil de marketing pour enregistrer les modes de consommation ;
- les systèmes de gestion de la circulation, qui calculent la vitesse de circulation en mesurant le temps entre les passages devant deux points de lecture ;
- comparer les plaques d'immatriculation au Fichier des véhicules volés (FVV) ;
- comparer les plaques d'immatriculation au Système d'information Schengen.
- les passages de péages autoroutiers (contrôles de paiement et recherches de véhicules)

### Citations originales
1. ↑  (en) « [ALPR] is not intended to be a police cruiser improvement and efficiency tool, but to be a surveillance tool. »
2. ↑  (en) « a supposition that helps them skirt privacy laws and deflect public concerns about surveillance »